# Gisèle Grandpré
Pour les articles homonymes, voir Grandpré (homonymie).
Gisèle Grandpré, née Gisèle Léonie Octavie Gire le 28 novembre 1912 à Nancy (Meurthe-et-Moselle) et morte le 19 octobre 2002 à Saint-Just-d'Ardèche (Ardèche), est une actrice française.

## Biographie
Elle est inhumée au cimetière de Saint-Just-d'Ardèche (Ardèche).

## Filmographie

### sous le nom de Gisèle Gire
- 1937 : Maman Colibri de Jean Dréville
- 1938 : Les Nuits blanches de Saint-Pétersbourg de Jean Dréville : la fleuriste
- 1938 : Gosse de riche de Maurice de Canonge : Paulette

### sous le nom de Gisèle Grandpré
- 1942 : L'Homme sans nom, de Léon Mathot
- 1950 : Mon ami le cambrioleur, d'Henri Lepage : Félicia
- 1952 : Les Amants de minuit, de Roger Richebé : Madame Paul
- 1953 : L'Étrange Amazone, de Jean Vallée
- 1953 : La Fille perdue, de Jean Gourguet : Christiane
- 1953 : Mon frangin du Sénégal, de Guy Lacourt : la maman des jumelles
- 1953 : Les Révoltés de Lomanach, de Richard Pottier : la solliciteuse
- 1954 : La Belle Otero, de Richard Pottier : la présentatrice
- 1954 : Les Clandestines, de Raoul André : Suzanne Giroux
- 1954 : Les Impures / Des femmes disparaissent, de Pierre Chevalier
- 1954 : Le Vicomte de Bragelonne, de Fernando Cerchio
- 1955 : L'Affaire des poisons, d'Henri Decoin : la comtesse de Soissons
- 1955 : Les Aristocrates, de Denys de La Patellière : la femme du bar
- 1955 : Les Hommes en blanc, de Ralph Habib : Mme Daumont
- 1955 : Razzia sur la chnouf, d'Henri Decoin
- 1955 : Si Paris nous était conté, de Sacha Guitry : la marquise de Sévigné
- 1956 : Le Chanteur de Mexico, de Richard Pottier : la Tornada
- 1956 : L'Homme à l'imperméable, de Julien Duvivier
- 1957 : Ascenseur pour l'échafaud, de Louis Malle : Jacqueline Mauclain
- 1957 : Donnez-moi ma chance (ou Pièges à filles), de Léonide Moguy : Mme Harri
- 1958 : Sacrée Jeunesse, d'André Berthomieu : Armande
- 1959 : Le Secret du chevalier d'Éon, de Jacqueline Audry : Blanche d'Éon de Beaumont, la nièce du comte d'Éon
- 1959 : Signé Arsène Lupin, d'Yves Robert : Mme du Bois-Lambert
- 1961 : Un Martien à Paris, de Jean-Daniel Daninos : Mme Walter
- 1963 : Carambolages, de Marcel Bluwal : Mme Charolais, la femme du PDG
- 1963 : Coplan prend des risques, de Maurice Labro : la femme du directeur de l'usine
- 1963 : Les Parapluies de Cherbourg, de Jacques Demy : Mme Germaine
- 1964 : Patate, de Robert Thomas : Mme de Baylac
- 1966 : Le Solitaire passe à l'attaque, de Ralph Habib
- 1967 : Les Arnaud, de Léo Joannon
- 1967 : La Petite Vertu, de Serge Korber : la femme du bar
- 1968 : Le Démoniaque / Meurtre en liberté, de René Gainville
- 1969 : Le Cœur fou, de Jean-Gabriel Albicocco
- 1970 : Alyse et Chloé, de René Gainville : la maîtresse de maison
- 1970 : Sapho, de Georges Farrel : Mme Monestier
- 1972 : Servez-vous mesdames, de Jean-Paul Pradier : Minouche
- 1974 : Hommes de joie pour femmes vicieuses, de Pierre Chevalier : Mme de La Motte
- 1974 : La Kermesse érotique, de Jean Lévitte : Mme Arrieu
- 1975 : La Traque, de Serge Leroy
- 1980 : La Pension des surdoués, de Pierre Chevalier : Mlle de La Motte

### Télévision
- 1965 : Le Bonheur conjugal, de Jacqueline Audry

## Théâtre

### sous le nom de Gisèle Gire
- 1929 : Pauvre Polichinelle, comédie de Raoul Follereau, au théâtre du Journal (20 novembre)

### sous le nom de Gisèle Grandpré
- 1948 : Interdit au public, pièce en 3 actes de Roger Dornès et Jean Marsan, mise en scène d'Alfred Pasquali, à la Comédie Wagram (2 mai)